# نیکودم رزبیتسکی
نیکودِم رُزبیتسکی (لهستانی: Nikodem Rozbicki؛ زادهٔ ۴ ژوئن ۱۹۹۲) بازیگر، موسیقی‌دان و دی‌جی اهل لهستان است.
از فیلم‌ها یا مجموعه‌های تلویزیونی که وی در آن‌ها نقش داشته‌است، می‌توان به نامه به بابا نوئل ۲، نامه به بابا نوئل ۳، سکسیفای، خیوکا، کمیسر آلکس، مجرد، یک خانواده لهستانی، پدر متیو، قانون حقیقی، عنکبوت سرخ، اسکادران ۳۰۳، روایتی واقعی و همه دوستان من مرده‌اند اشاره نمود.